# Villiers (Vienne)
Villiers es una comuna francesa situada en el departamento de Vienne, en la región de Nueva Aquitania.

## Demografía
| 409 | 402 | 423 | 472 | 533 | 664 | 933 |
| Para los censos de 1962 a 1999 la población legal corresponde a la población sin duplicidades (Fuente: INSEE [Consultar]) |     |     |     |     |     |     |